# Чешская государственная премия за переводческое дело
Чешская государственная премия за переводческое дело(чеш. Státní cena za překladatelské dílo) —  чешская литературная премия, присуждаемая Министерством Культуры Чешской Республики за перевод литературных произведений с иностранных языков на  чешский язык.Материальное содержание премии составляет 300 000 чешских крон.Награждение походит ежегодно 28 октября вместе с вручением государственной премии по литературе.

## Лауреаты
- 1995 - Йозеф Хиршал
- 1996 -  Людвик Кундера [2]
- 1997 - Люба и Рудольф Пелларовы
- 1998 - Йиндржих Покорний
- 1999 - Люмир Чиврний
- 2000 - Анна Валентова и Петер Надаш
- 2001 - Ян Владислав
- 2002 - Йиржи Пелан
- 2003 - Душан Карпатский
- 2004 -  Душан Збавител
- 2005 - Павла Людмилова
- 2006 - Франтишек Фролих
- 2007 - Антонин Пржидал
- 2008 - Йиржи Стромшик
- 2009 - Мирослав Йиндра
- 2010 - Олдржих  Крал
- 2011 - Мартин Хилски за перевод полного собрания сочинений Уильяма Шекспира [3]
- 2012  -Владимир Микеш
- 2013 - Вратислав Слезак
- 2014 - Йиржи Пехар
- 2015 - Ганус Карлах [4]
- 2016 - Павел Доминик за перевод с английского романа Ада Владимира Набокова. ISBN 978-80-7432-657-8 [5]
- 2017 - Ева Кондрисова (посмертно) [6]
- 2018 - Хелена Стахова  [7]